# Nederlandse kampioenschappen schaatsen afstanden 1992 - 3000 meter vrouwen
De 3000 meter vrouwen op de Nederlandse kampioenschappen schaatsen afstanden 1992 werd gereden in januari 1992, in ijsstadion Thialf te Heerenveen. Er namen 13 schaatssters deel.
Lia van Schie was titelverdedigster na haar zege tijdens de NK afstanden 1991.

## Statistieken

### Uitslag
| #      | Schaatser            | tijd    |
| ------ | -------------------- | ------- |
| Goud   | Yvonne van Gennip    | 4.27,88 |
| Zilver | Carla Zijlstra       | 4.30,54 |
| Brons  | Lia van Schie        | 4.31,02 |
| 4      | Hanneke de Vries     | 4.34,45 |
| 5      | Sandra Zwolle        | 4.37,98 |
| 6      | Manuela Ossendrijver | 4.40,44 |
| 7      | Barbara de Loor      | 4.40,95 |
| 8      | Ingrid van der Voort | 4.41,34 |
| 9      | Babs Bijlsma         | 4.42,68 |
| 10     | Henriët van der Meer | 4.47,27 |
| 11     | Evelyn de Haan       | 4.47,35 |
| 12     | Annamarie Thomas     | 4.49,42 |
| 13     | Harkelien Kruyer     | 4.52,60 |